# Samgyetang
Samgyetang (tiếng Hàn Quốc: 삼계탕, n.đ. 'canh gà nhân sâm') là một biến thể của guk hay món xúp Triều Tiên, được nấu bằng thịt gà nguyên con và nhân sâm Cao Ly. Samgyetang theo truyền thống được phục vụ vào mùa hè để bổ sung dưỡng chất cần thiết cho cơ thể vào mùa hè nóng nực ở Triều Tiên.
Một con gà nhổ lông và làm ruột sạch được nhồi gạo nếp và luộc trong một  nồi nước dùng bao gồm các gia vị thảo dược như: táo đỏ khô, tỏi, gừng. Tùy theo cách nấu, người nấu có thể sử dụng các thảo dược như củ khởi, đảng sâm Java (dangsam) hay đương quy (danggwi).
Món ăn bổ dưỡng này, cả thế giới mới chỉ được biết đến từ những năm 1920, tuy nhiên từ xa xưa đã là món ăn yêu thích của người Hàn Quốc. Trong các điển tích thời trung kỳ triều đại Joseon có ghi “gà tần hoàng kỳ đã được dâng lên hoàng phi của vua Nhân Tổ (Injo) khi sức khỏe của bà không tốt”.